# Palacio Testa
El Palacio Testa es un edificio italiano ubicado en el sestiere de Cannaregio y con fachada sobre el canal de Cannaregio, en la esquina con la calle Due Corti de Venecia.

## Historia
Fue edificado en el siglo XV, pero sufrió diferentes reformas a lo largo del tiempo, las principales en los XVI y XIX. 
La propiedad perteneció a la familia Testa desde 1531, pasando de generación en generación, aunque habitualmete se alquilaba para usos diversos. El primer propietario de la familia fue Bernardin Iacomo Testa y el último Bernardin Lodovico Testa di Marsciano, que la transfirió en 1808. El 6 de julio de 1998 el palacio fue adquirido por el Ayuntamiento de Venecia.
En la actualidad es sede, junto con el adificio adyacente, del Instituto técnico tecnológico "Enrico Fermi" y del Instituto técnico de turismo "Francesco Algarotti".

## Descripción
La fachada es de pequeñas dimensiones y de estilo tardo-gótico. Se compone de dos alturas con una entreplanta entre el piso de calle y la planta noble.
En esta última planta destacan las ventanas, dotadas de un arco conopial trilobulado enmarcadas en mármol. La central, de cuatro aberturas, con un balcón balaustrado apoyado en ménsulas con prótomos con forma de león, está acompañada de dos parejas de monóforas a cada lado en eje con las de las plantas inferiores.